# آی نوناکا
آی نوناکا (انگلیسی: Ai Nonaka.؛ (ژاپنی: 野中藍; زاده ۸ ژوئن ۱۹۸۱) خواننده، صداپیشه، یوتیوبر و تهیه‌کننده تلویزیونی اهل ژاپن است. وی از سال ۲۰۰۰ میلادی تاکنون مشغول فعالیت است.